# 只为那一刻与你相见
《只為那一刻與你相見》由SMG尚世影業出品，香港導演查傳誼執導，由陸毅、李一桐領銜主演，宋晨、施詩、王修澤、劉小震、楊金承等聯合出演。該劇改編自鮮橙同名人氣小說，講述 「炮灰」女主夏苒苒在經歷了家庭破裂、愛情詭變后，華麗變身，實現事業、成功逆襲，並找到「命中注定那個人」的曲折情感故事。该剧于2020年11月28日在东方卫视、浙江卫视首播，并在爱奇艺、优酷、腾讯视频、百视通IPTV平台同步播出。

## 劇情簡介
五年前，夏苒苒是苦苦追逐在林向安身後的醜小鴨，蘇陌是林向安放在心尖上的白蓮花。五年後，夏苒苒成了邵銘哲名正言順的未婚妻，蘇陌卻是邵銘哲曾經藏在心頭的前女友。夏苒苒和邵銘哲陰錯陽差在英國相遇，他助她完成學業，磕磕絆絆間，兩人逐漸產生微妙的情感。他對她雖霸道粗魯，卻總是適時地保護著她。然而造化弄人，夏苒苒沒想到，她生命中的兩個男人，都和蘇陌有牽扯，傷她最深的，卻都是她身邊最親近的人，她該如何從這泥淖中掙脫，找到自己的一片天。

## 演員表

### 主要演员
| 演員   | 角色   | 介绍 |
| 陆毅   | 邵銘哲 | 邵氏集團第三代，集團繼承人，但有堂弟為其競爭對手。年輕有為，自己單做了一間公司、自創品牌。曾經年少輕狂，愛了蘇陌，並為她與家族對抗。後與夏苒苒相遇，初始剛強毒舌，後來溫柔專情。                                                                     |
| 李一桐 | 夏苒苒 | 夏氏集團的千金小姐，集團繼承人。父親夏宏遠是暴發戶，母親韓芸是書香世家，在苒苒小時候，父母婚姻已破裂，導致她缺乏溫暖，性格乖張叛逆，面對愛情一往無前，以至於受到林向安的嚴重情傷，又受到繼母的迫害。後來為了尋母，在英國與邵銘哲相遇，最終愛上了他。 |

### 其他演员
| 演員   | 角色   | 介绍 |
| 施詩   | 蘇陌   | 她聰明美麗，但性格陰暗，她曾和邵銘哲在一起，也是林向安一往情深的對象。大學時，她被邵母逼走出國，後來破壞邵銘哲與夏苒苒的婚姻，最終坦誠。 |
| 宋晨   | 林向安 | 規劃局局長的兒子，聰明陽光且帥氣，對心中女神蘇陌一往情深，是夏苒苒從高中起的暗戀對象。                                                   |
| 王修澤 | 陳洛   | 他表面溫文儒雅，實際精明可怕，他步步為營，進入夏家公司做助理，五年來處心積慮，聯合苒苒的繼母，欲整垮夏家，但最悲催的是他愛上了夏苒苒。   |
| 劉小震 | 蛋捲   | 幸福就是，就算沒有男朋友，也會有親愛的、不著調的閨蜜陪著你，他就是苒苒最要好的男閨蜜，永遠站在她身邊，支持她，陪她哭、陪她笑。           |